# Fulton Street (Manhattan)

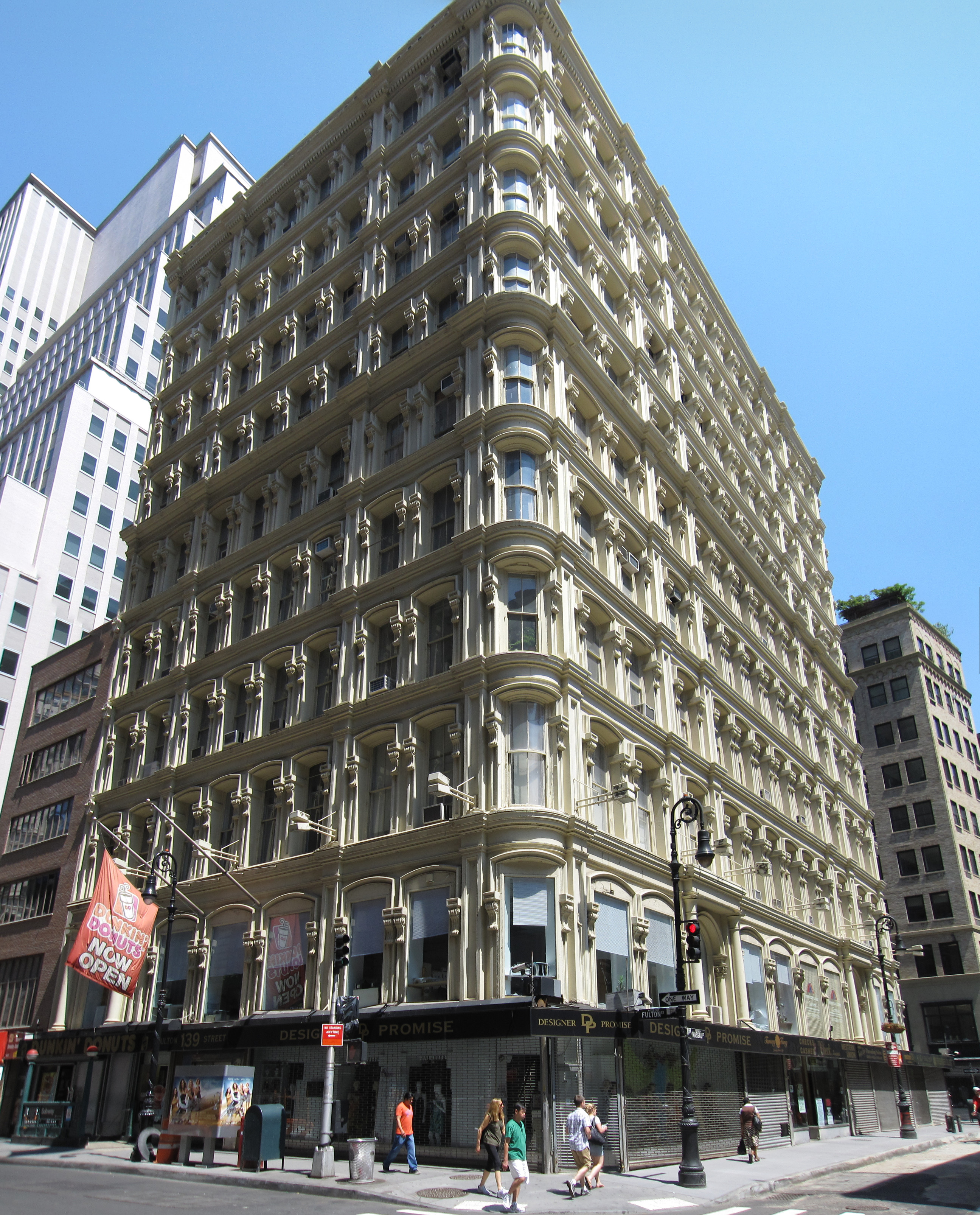
Das Bennett Building (139 Fulton Street) an der Kreuzung mit der Nassau Street.

Die Fulton Street ist eine belebte Straße in New York Citys Stadtbezirk Manhattan, USA.

## Lage
Die Fulton Street befindet sich im Financial District in Lower Manhattan – wenige Blocks nördlich der Wall Street. Sie verläuft von der Church Street am World Trade Center im Westen zur South Street und endet vor dem South Street Seaport im Osten am East River. Der östlichste Block der Straße ist eine Fußgängerzone.

## Geschichte

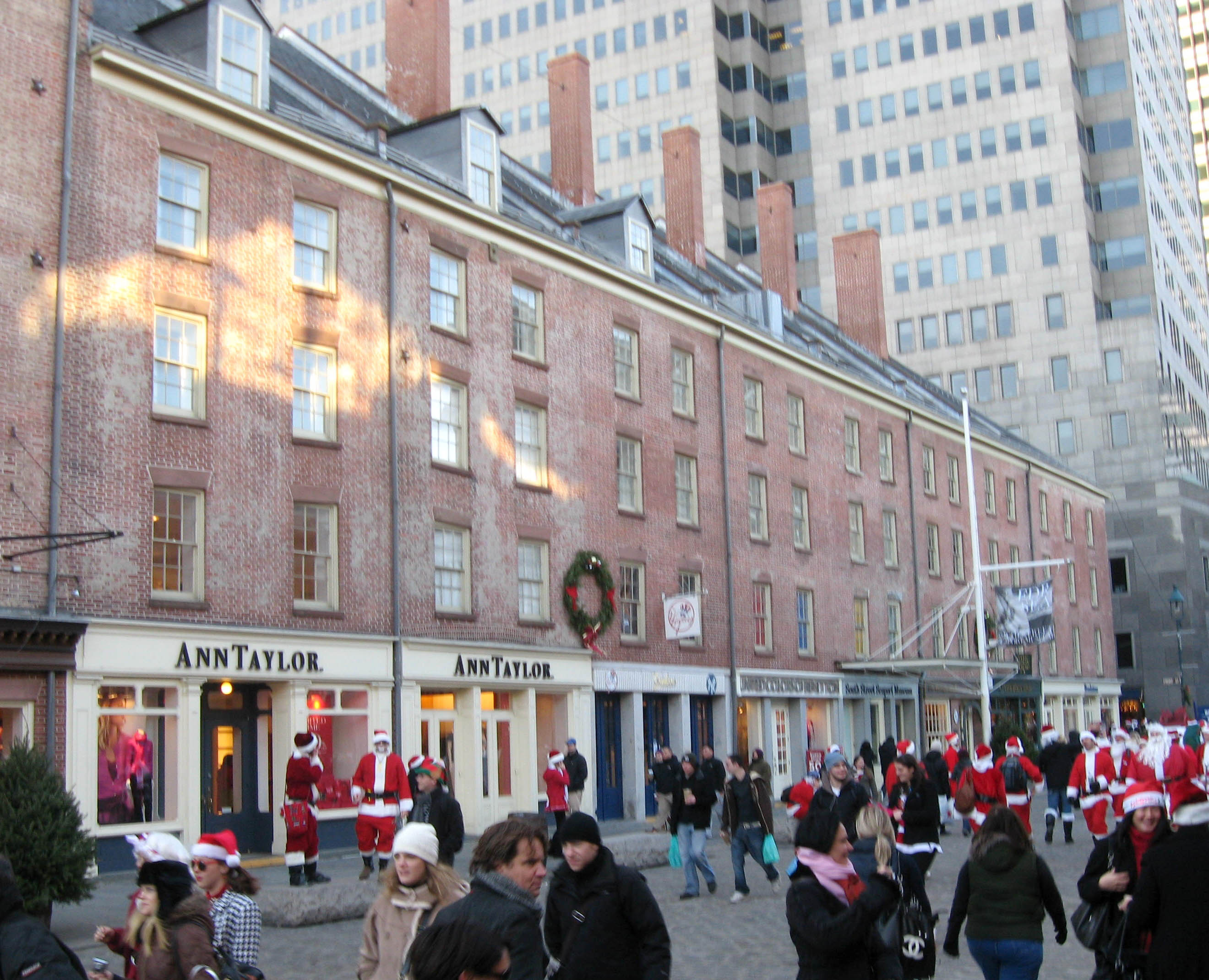
Die Südseite des östlichsten Blocks der Fulton Street (Schermerhorn Row) an einem Dezembernachmittag.

1780 wurden regelmäßig Cricket Spiele in der Nähe des heutigen Fulton Fish Market abgehalten, als die British Army in Manhattan ihre Stellung während der Amerikanischen Revolution hatte.
Die Fulton Street wurde nach dem Ingenieur Robert Fulton benannt, der für dessen Dampfschiff aus dem Jahre 1809 Berühmtheit erlangte. Sie ist durch viele Gebäude der Beaux-Arts-Architektur geprägt, die noch auf das Gilded Age (1876 bis 1914) und die Zeit kurz danach zurückgehen. Die Gebäude aus dem frühen 19. Jahrhundert auf der Südseite des östlichsten Blocks heißen Schermerhorn Row und stehen unter Denkmalschutz.
Der Fulton Fish Market befand sich bis 2005 in der Nähe des South Street Seaport, bis er nach Hunts Point in die Bronx umzog.

## Nahverkehr
Die Fulton Street wird von folgenden U-Bahnlinien der New York City Subway an der Fulton Street Station bedient: IND Eighth Avenue Line (Linien  und ), IRT Lexington Avenue Line ( und ), IRT Broadway – Seventh Avenue Line ( und ) und BMT Nassau Street Line ( und ). Im November 2014 wurde das Fulton Center eröffnet, das die Fulton Street Station mit weiteren U-Bahn-Stationen in der Church Street sowie der PATH-Station am World Trade Center verbindet und des Weiteren ein Einkaufszentrum enthält.
Die NYC Ferry verbindet die Straße vom Pier 11/Wallstreet aus mit der Fulton Street im Stadtteil Fulton Ferry in Brooklyn.